# Bulbophyllum cylindraceum
Bulbophyllum cylindraceum é uma espécie de orquídea (família Orchidaceae) pertencente ao gênero Bulbophyllum. Foi descrita por Nathaniel Wallich e John Lindley em 1830.